# Schwarzer Kugelhalsbock
Der Schwarze Kugelhalsbock (Acmaeops septentrionis) ist ein Käfer aus der Familie der Bockkäfer (Cerambycidae). Es handelt sich um eine von sechs Arten seiner Gattung, von denen neben dieser vier weitere in Europa vorkommen.

## Merkmale

### Merkmale der Imagines
Der Schwarze Kugelhalsbock erreicht eine Körperlänge von 7,9 bis 9 Millimetern. Der Körper ist gattungstypisch gebaut und besitzt einen kugelartigen Halsschild mit einem stark gewölbten Pronotum. Die Flügeldecken sind in ihrer Färbung variabel und können gelblich-braun sein, häufig sind sie jedoch schwarz, manchmal mit einem gelben Außenrand. Sie sind hell behaart und stark und dicht punktiert; an der Spitze sind sie abgerundet, und der Außenwinkel ist gerundet oder rechteckig. Die Wangen vor den Augen sind kaum länger als der halbe Augendurchmesser.

### Merkmale der Larven
Die Larven der Gattung erreichen eine Länge von 11 bis 19 Millimetern; der Körper und der Kopf sind deutlich abgeflacht. Die Antennen sind kurz und dreigliedrig; das zweite Antennenglied ist extrem klein und unsklerotisiert. Beiderseits der Kopfkapsel befinden sich je 2 oder 3 kleine Stemmata. Die Maxillen sind schlank, und die Malae besitzen ein breites, schräg pigmentiertes Band. Die Bauchsklerite der Abdominalsegmente tragen keine Borsten, und das neunte Abdominalsegment besitzt keinen caudalen Dorn am Körperende.

## Verbreitung
Der Schwarze Kugelhalsbock ist ein sibirisches Faunenelement und kommt in Nord- bis Mitteleuropa sowie in Russland (Sibirien), der Mongolei, China und Korea vor. In Mitteleuropa gibt es eine Auslöschungszone, die die Verbreitungsgebiete in einen nördlichen Bereich in Skandinavien und einen südlichen Bereich in Mitteleuropa trennt. Keine Nachweise gibt es in Dänemark, den Niederlanden, Luxemburg und Belgien. In Deutschland ist die Art nur in Bayern, Thüringen, Sachsen und Mecklenburg-Vorpommern dokumentiert, wobei es sich bei der Population in Mecklenburg-Vorpommern um eine autochthone Art handelt. In Österreich ist sie aus mehreren Bundesländern bekannt, in der Schweiz ist sie ebenfalls verbreitet. Als boreomontane Art kommt sie in mitteleuropäischen Gebirgen in Höhen ab etwa 1000 Metern vor; allerdings lebt sie im Elbsandsteingebirge in Tallagen, und die Vorkommen in Mecklenburg-Vorpommern und Sachsen sind untypisch für eine Hochlandart.

## Lebensweise
Der Schwarze Kugelhalsbock lebt vor allem in Nadelwäldern und Kahlschlägen. Die Imagines sind von Juni bis Juli anzutreffen, regional auch von Mai bis August. Sie sind tagaktiv und sind auf Holz und blühender Vegetation anzutreffen. Die Käfer fliegen vor allem bei Sonnenschein über Waldschlägen und Fichtenreisighaufen. Sie besuchen die Blüten von Doldenblütlern (Apiaceae) wie Engelwurzen (Angelica), aber auch auf Vogelbeere (Sorbus aucuparia) und Spiersträuchern (Spiraea).

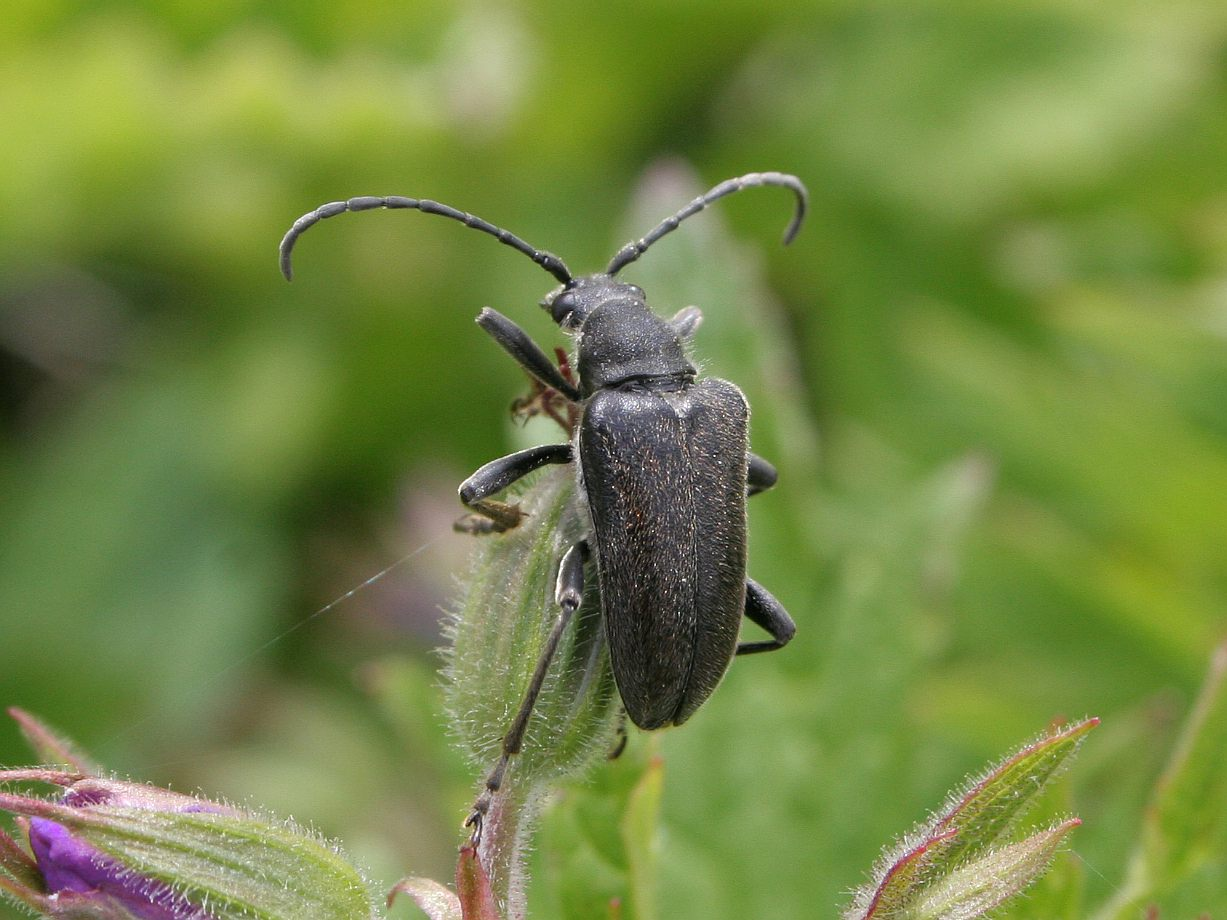
Schwarzer Kugelhalsbock

Die Art ist oligophag und entwickelt sich in Fichten (Picea), Kiefern (Pinus) sowie seltener in Lärchen (Larix). Die Entwicklung der Larven dauert zwei Jahre. Sie entwickeln sich meist in vertrocknenden Holzstubben und Stämmen, vor allem in liegengebliebenen Holzresten nach Wind- oder Schneebruch sowie in brandgeschädigtem Holz. In Sachsen sind Larven aus Fichtenpfählen von Holzzäunen in Wildgehegen bekannt. Zudem wurden die Imagines auch auf Klafterholz und auf gefällten Stämmen gefunden. Die Eier werden an der Rinde abgelegt. Die Larven ernähren sich von der inneren Rinde und dringen später in die Rinde ein. Zur Verpuppung verlassen sie das Holz und graben sich in die obere Humusschicht, wo sie wenige Zentimeter unter der Oberfläche kleine Kammern bilden. Seltener findet die Verpuppung in der Rinde statt.

## Systematik
Der Schwarze Kugelhalsbock ist eine eigenständige Art der Bockkäfer (Cerambycidae) und wird dort in die Gattung der Kugelhalsböcke (Acmaeops LeConte, 1850) innerhalb der Schmalböcke (Lepturinae) eingeordnet. Die wissenschaftliche Erstbeschreibung stammt von dem schwedischen Entomologen Carl Gustaf Thomson, der ihn 1866 beschrieb. Neben dieser Art enthält die Gattung fünf weitere Arten. Als Synonym wird Acmaeops alpestris Pic, 1898 genannt.
Die Bezeichnung für die Gattung leitet sich vom griechischen „akmaios“ für „blühend“ oder „kräftig“ sowie von „ops“ für „Auge“ ab. Das Epitheton „septentrionis“ kommt aus dem Lateinischen und bedeutet „im Norden vorkommend“.

## Belege
1. 1 2 3 4 5 6 7 8 9 10 11 12 13  „Art: Acmaeops septentrionis (C.G. Thompson, 1781) – Schwarzer Kugelhalsbock.“ In: Bernhard Klausnitzer, Ulrich Klausnitzer, Ekkehard Wachmann, Zdeněk Hromádko: Die Bockkäfer Mitteleuropas. Die Neue Brehm-Bücherei 499, Band 2, 4. Auflage. VerlagsKG Wolf, Magdeburg 2018, ISBN 978-389432-864-1; S. 378–379.
2. ↑  „14. Gattung: Acmaeops Lec.“ In: Edmund Reitter: Fauna Germanica. Die Käfer des deutschen Reiches. K.G. Lutz, Stuttgart 1912; S. 10. (Digitalisat)
3. 1 2  Bernhard Klausnitzer, Ulrich Klausnitzer, Ekkehard Wachmann, Zdeněk Hromádko: Die Bockkäfer Mitteleuropas. Die Neue Brehm-Bücherei 499, Band 1, 4. Auflage. VerlagsKG Wolf, Magdeburg 2018, ISBN 978-389432-864-1; S. 105–107
4. 1 2  Acmaeops septentrionis. Fauna Europaea, abgerufen am 22. Juni 2020.